# عادل العسومي
عادل عبد الرحمن العسومي (مواليد 1 يناير 1969) رجل أعمال وسياسي بحريني. رئيس البرلمان العربي منذ 19 أكتوبر 2020 وعضو مجلس الشورى منذ 12 ديسمبر 2022 وكان سابقاً عضواً في مجلس النواب خلال الفترة 15 ديسمبر 2006 حتى 12 ديسمبر 2022.

## السيرة
ولد عادل العسومي في العاصمة المنامة في 1 يناير 1969. حصل على شهادة الثانوية العامة عام 1987.
عمل رئيس اللجنة المالية بالاتحاد البحريني لكرة الطائرة ورئيس لجنة الاستثمار التجاري والمالي بنادي البسيتين عام 1996. عمل نائب رئيس اللجنة المنظمة العليا ورئيس نادي البسيتين. عمل مدقق حسابات في الاتحاد الآسيوي لكرة الطائرة عام 2000. الرئيس الحالي لمجلس إدارة الاتحاد البحريني للألعاب الذهنية من عام 2005. رئيس اتحادات دول غرب آسيا للشطرنج. رئيس لجنة الموارد المالية بالاتحاد البحريني لكرة الطائرة عام 2006.
ترشح لإنتخابات مجلس النواب 2002 عن الدائرة الأولى في محافظة العاصمة وخسر في جولة الإعادة بعدما جمع 1325 صوت ما نسبته 43.83% بفارق 373 صوت عن مرشح جمعية المنبر الوطني الإسلامي سعدي محمد.
وكان قد ترشح لإنتخابات مجلس النواب 2006 عن الدائرة الأولى في محافظة العاصمة حيث فاز بمقعد الدائرة بعدما جمع 2383 صوت ما نسبته 68.62% بفارق 1293 صوت عن منافسه سعدي.
وترشح لإنتخابات مجلس النواب 2010 عن الدائرة الأولى في محافظة العاصمة حيث فاز بمقعد الدائرة بعدما جمع 1878 صوت ما نسبته 65.30%.
وترشح لإنتخابات مجلس النواب 2014 عن الدائرة الأولى في محافظة العاصمة حيث فاز بمقعد الدائرة في جولة الإعادة بعدما جمع 2265 صوت ما نسبته 54.50% بفارق 374 صوت عن خالد صليبيخ المدعوم من جمعية المنبر الوطني الإسلامي.
وترشح لإنتخابات مجلس النواب 2018 عن الدائرة الأولى في محافظة العاصمة حيث فاز بمقعد الدائرة في الجولة الأولى بعد حصوله على 3182 صوت بنسبة 75.21%
وفي 19 أكتوبر 2020 انتُخب رئيساً للبرلمان العربي وأعيد أنتخابه رئيساً للبرلمان العربي في دورته الجديدة في 1 أكتوبر 2022
وفي 27 نوفمبر 2022 صدر أمر ملكي بتعينه عضواً في مجلس الشورى أعتباراً من 12 ديسمبر 2022